# Ca Segarra
Ca Segarra és un edificio del municipio de Valls (Alto Campo) protegido como bien cultural de interés local  por la Generalidad de Cataluña. En la actualidad acoge la Escuela Oficial de Idiomas de Valls. 

## Descripción
Edificio de planta y dos pisos, con planta baja porticada con bóveda plana, y que forma, con el resto de edificaciones de la plaza, un conjunto porticado. En el primer piso hay 3 balcones, el del medio corrido para abastar las 4 puertas. En el segundo piso, 6 balcones más pequeños que no sobresalen.

## Historia
El edificio data del 1692. Lo construyó el terrateniente de Verdú, Joan Segarra y Colom, en motivo de su boda con la heredera Gassol de Valls. La universidad señaló el terreno en la plaza del Blat para la casa. En el mes de abril de 1706 se hospedaron en esta casa el señor Mifort, plenipotenciario del Archiduque Carlos de Austria, y el príncipe Enrique de Armestad, juntamente con numerosos caballeros. El poeta Josep Maria de Sagarra pasó algún tiempo en esta casa, propiedad de su familia hasta bien entrado el siglo XX, cuando su padre la vendió.
Durante algunos años de la década de los 80, se instaló en ella una exposición castellera precedente al Museo Casteller de Cataluña que en la actualidad se está construyendo en Valls.